# Goedoe Goedoe Thijm
Ludwig Ernest Thijm, beter bekend als Goedoe Goedoe Thijm (Paramaribo, 3 juni 1892 – aldaar, 30 december 1966) was een Surinaams liedjeszanger en spotdichter.

## Biografie
Naar eigen zeggen zou Goedoe Goedoe (Sranan voor: Lieve) Thijm een onechte zoon geweest zijn van koning Willem III, een verhaaltje dat aan Thijms grote fabuleerkunst moet worden toegeschreven.
In zijn jonge jaren verkeerde Thijm in goeden doen, maar hij raakte om duistere reden in de verpaupering. Hij vertrok in 1911 naar Nederland, maar was in 1913 weer terug in Suriname. Zijn hoofdberoep was schilder, maar allengs ging hij zich toeleggen op het verkopen van loten en op de poëzie in het Nederlands en het Sranan. Hij was een straatzanger, maar liet zijn verzen ook op losse blaadjes drukken, die hij voor 5 cent per stuk verkocht onder titels als Volksorgaan door L.E. Thijm en Atoombom: volksepos van den dichter Thijm over de grote vraagstukken van den dag.
Hij bezong de grote en kleine gebeurtenissen van alledag, van de politici, van de volksmensen en van hemzelf. Om zijn openlijke kritiek op wantoestanden, kwam hij enige malen met de politie in aanraking. Als volkszanger die zijn liedjes liet drukken kan Thijm beschouwd worden als de trait d'union tussen orale en schriftelijke cultuur.